# Hermandad del Nazareno (Córdoba)
La Real e Ilustre Cofradía de Nuestro Padre Jesús Nazareno, María Santísima Nazarena, San Bartolomé y Beato Padre Cristóbal de Santa  Catalina es una Hermandad de culto católico de Córdoba. Tiene su sede canónica en la Iglesia Hospital de Jesús Nazareno, y hace su Estación de Penitencia en la tarde-noche del Jueves Santo.

## Historia

### Antecedentes
La actual Hermandad es una reorganización llevada a cabo en 1971, tras muchos años de estar las imágenes al cuidado de las religiosas de la congregación de hospitalarias de Jesús Nazareno. Previamente también había habido otros intentos de reorganización de la primitiva hermandad de Jesús Nazareno pero con poca fortuna, por lo que la hermandad primitiva ha estado desaparecida o sin cultos en muchos períodos de tiempo a lo largo de su historia. Sin embargo, gracias al historiador D. Juan Aranda Doncel, se conoce con bastante detalle la historia de la primitiva Hermandad y todos los procesos de reorganizaciones o refundaciones que se produjeron con el paso de los siglos. 
Los orígenes de la corporación se sitúan en la calle Carchenilla, actual calle de Jesús Nazareno, del barrio cordobés de San Lorenzo. En ésta, se documenta la existencia, anterior a 1490, del hospital de San Bartolomé, establecimiento asistencial con seis camas para pobres enfermos. El pequeño hospital y su ermita son propiedad de una antigua hermandad que en 1579 se convierte en cofradía de penitencia sin por ello abandonar su primitivo carisma asistencial, como lo prueban el mantenimiento del antiguo hospital o iniciativas como la creación de Padre Cristóbal con niños un refugio de pobres en 1629, para dar adecuado cobijo a los menesterosos, o el socorro a los más necesitados en la dramática carestía de 1737 y 1738. Hito el más importante de esta vertiente asistencial es el ingreso en la cofradía del padre Cristóbal de Santa Catalina el 11 de febrero de 1673, y la inmediata fundación de la congregación hospitalaria que hoy mantiene su espíritu de entrega a la pública utilidad.
El 21 de marzo de 1579, el obispo fray Martín de Córdoba y Mendoza aprobaba la Regla de los cofrades de Jesús Nazareno y del glorioso apóstol san Bartolomé, quedando así fundada la primera cofradía que en la diócesis cordobesa instauraba las nuevas formas penitenciales de las primeras horas del Viernes Santo. Estas quedaron descritas en el capítulo VII de las citadas reglas: 

Ante todas cosas saldrá el pendón de damasco blanco que de nuestras limosnas se hizo con las cruzes rojas y luego dos dozenas de cirios encendidos a dozena por libra y no los lleuarán con túnicas los cofrades, si no ay cantidad para ello, enpero combidados y particulares de capa negra, luego atrás destos un guion negro con el título de Jhs nazareno con letras de oro y junto a este guion yrá nuestro maestro y redemptor jhuxpo en sus andas con la cruz en los hombros, así como yua por la calle del amargura, y luego siguiéndole yrán todos nuestros hermanos con sus cruzes a cuestas con humildad y gran silencio, entre los quales en medio el coro lleuarán al discípulo amado S. Juan y al cabo a la soberana Virgen Nuestra Señora con algunos clérigos que en tono bajo vayan diziendo algunos salmos y letanías.

En el capítulo anterior se prescribían itinerario y estaciones en cinco templos, incluido el catedralicio, así como el hábito que vestirían los cofrades de estandartes, andas, ciriales, demandas y cruces:

“túnica de lienço rojo a significación de la Sangre que JHS Nazareno derramó sobre la suya de púrpura, lleuarán capirotes, como en las demás cofradías desta çibdad, del color de la túnica, sogas ceñidas por la mitad del cuerpo, así como a Christo se la ciñeron por obprobio de su Real persona”.

Aunque la hermandad tiene un carácter penitencial, asume el compromiso de sostener el establecimiento asistencial de San Bartolomé que cuenta con media docena de camas destinadas a ancianos pobres.  Se exige a los cofrades la posesión de un buen número de virtudes morales, además del imprescindible requisito de la limpieza de sangre. Estas reglas aprobadas en 1579 tendrían vigencia hasta mediados del siglo XIX, cuando se elaborarán unas nuevas que serán sancionadas por la reina Isabel II.
La celebración más importante de la Hermandad es la Estación de Penitencia en la madrugada del Viernes Santo. Junto a la acostumbrada presencia de autoridades, clero parroquial y algunas comunidades religiosas, rondaban las trescientas las hachas de cera proporcionadas por los hermanos a los populares hacheros, devotos cordobeses que, con túnicas moradas, alumbraban los pasos de la cofradía. Y, en consonancia, numerosísimo el concurso de pueblo fiel que acude a contemplar la penitencia cofrade en torno al Nazareno, a pesar de la incomodidad horaria de una procesión que fue adelantando su salida hasta las 2 de la madrugada en el siglo XVIII. 
El siglo XVII marcará una etapa de esplendor y apogeo de la Hermandad. Aumentó el número de hermanos y culminó el proceso de aristocratización de la cofradía. Se incorporan nuevos elementos en la Estación de Penitencia y se adopta la estética barroca. Se produce una auténtica eclosión devocional hacia la imagen de Nuestro Padre Jesús Nazareno, y se incorporan las imágenes de San Juan, datada en 1626, y Nuestra Señora de la Soledad, obra de José de Mora. Más tarde, en 1627 y 1628 respectivamente, se incorporarían las tallas dela Magdalena y la Verónica. La celebración de las fiestas religiosas adquiere una gran solemnidad y la labor asistencial que venía prestando el hospital cobra un nuevo impulso gracias al padre Cristóbal de Santa Catalina. En la cofradía de Jesús Nazareno y San Bartolomé se encuentran representados los diferentes estratos de la nobleza cordobesa formando parte de ella todos los títulos de Castilla y señores de vasallos con residencia en la ciudad, así como los titulares de los grandes señoríos cordobeses que viven fuera de la capital de la diócesis. Durante este siglo, los escribanos públicos ingresan masivamente en la hermandad, vinculación que quedará reforzada en abril de 1694 cuando la Hermandad acepta la pretensión del Colegio de Escribanos de que todos sus miembros sean admitidos en la corporación. Esto permitiría que las andas de madera de Jesús Nazareno fueran sustituidas en el año 1700 por unas lujosas de plata.
Sin embargo, el siglo XVIII trajo un notorio descenso del número de hermanos surgiendo graves dificultades para pagar los gastos de la procesión. Contrastaba en gran medida la riqueza y lujo de los pasos de Jesús Nazareno y Nuestra Señora de la Soledad con los del resto de imágenes. Asimismo, se mantuvo la aristocratización de la Hermandad. Precisamente, este elitismo social es la causa del escaso número de cofrades, ya que el estamento nobiliario carece de entidad cuantitativa en el conjunto de la población cordobesa. El reducido número de hermanos plantea el grave problema de la falta de personas para llevar los pasos en la Estación de Penitencia. A mediados de este siglo XVIII, el Colegio de Escribanos se separó de la corporación ante la negativa de estos a sufragar los gastos de los cirios que alumbraban el paso de San Juan. No obstante, esta ruptura en 1755 se venía gestando desde 1720. La salida de los escribanos públicos hará que el estamento nobiliario cobre un mayor protagonismo.
Desgraciadamente, a partir de 1793, la Cofradía tuvo que dejar de realizar su Estación de Penitencia debido a las dificultades para sufragar los gastos y el reducido número de hermanos. Esta postración es un reflejo de la crisis que padecen las cofradías penitenciales cordobesas en esta época.

### Efímeras refundaciones
Tras una larga etapa de postración, se produce la reorganización de la Hermandad a mediados del siglo XIX. Se celebró un cabildo el 9 de marzo de 1850, en el que se elige como hermano mayor al duque de Almodóvar. Además, los asistentes acuerdan que la Cofradía salga a la calle el Viernes Santo de 1850, y deciden nombrar una comisión encargada de elaborar el proyecto de procesión. Aunque en la Semana Santa de 1850 la Cofradía participa en la procesión oficial del Santo Entierro, su objetivo es hacer Estación de Penitencia en el día y hora que la corporación original lo había ido haciendo. Tras la aprobación de la autoridad diocesana a esta petición, en el cabildo celebrado el 24 de marzo de 1850, se decide mantener la rígida aristocratización de los siglos anteriores.
La reorganización de la Hermandad plantea la necesidad de redactar unos nuevos estatutos, las cuales fueron aprobados el día 20 de noviembre de 1857, fecha de una real cédula por la que Isabel II aprueba las reglas. Esto hecho hará que la corporación adoptase el título de Real.
Sin embargo, en los últimos años del siglo aparecen síntomas de crisis que se agravarán en los lustros finiseculares. El reclutamiento de los miembros entre el reducido grupo de la aristocracia constituía el factor principal de la decadencia de la Hermandad, agravada por el alto número de hermanos que reside fuera de la ciudad. A partir de 1863, se suspendió nuevamente la salida procesional de manera definitiva, y en el año 1911 la Hermandad quedó inactiva.

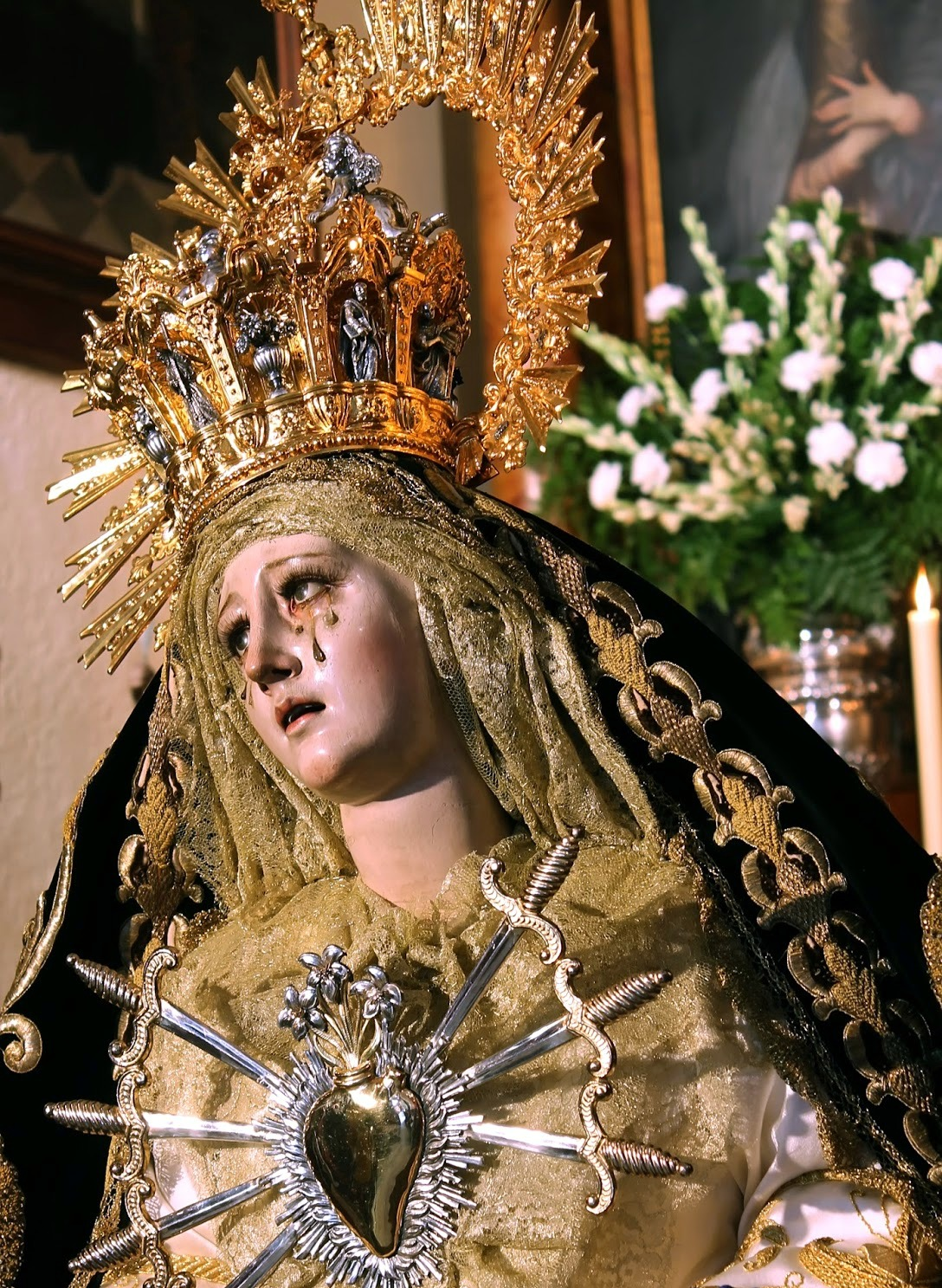
María Santísima Nazarena.

No sería hasta 1938 cuando un reducido grupo de personas devuelve la vida a la Hermandad, ahora bajo el título de Nuestro Padre Jesús Nazareno, Nuestra Señora de la Amargura y San Juan Evangelista. El Jueves Santo de ese año realiza Estación de Penitencia desde la Iglesia de San Lorenzo.
En el año 1939, la Cofradía tenía previsto hacer su salida el Jueves Santo desde la Iglesia-Hospital de Jesús Nazareno, pero las dificultades surgidas obligan a aplazar la salida al día siguiente, formando parte de la procesión oficial del Santo Entierro. De nuevo, la Hermandad volverá a sufrir un proceso de letargo entre los años 1940 a 1971, pasando las imágenes al cuidado de las religiosas de la Congregación de Hospitalarias de Jesús Nazareno.

### Refundación definitiva
El despertar del movimiento cofrade en Córdoba y una actitud favorable de las religiosas posibilitaran la reorganización definitiva de la cofradía en el año 1971 constituyéndose una junta gestora encargada de la reorganización. En febrero de 1972 se elige la primera junta directiva de esta nueva etapa y en marzo el obispo aprueba los estatutos, realizando estación de penitencia el Martes Santo de ese mismo año. Fruto primero de la nueva etapa cofrade, junto a la imagen devotísima de Jesús, casi sin duda la única venerada por los hermanos desde sus orígenes, la imagen sublime que desde ahora será titular, María Santísima Nazarena, obra anónima de origen napolitano donada a las hermanas hospitalarias hacia finales del XVIII, y que antaño acompañó procesionalmente a Jesús del Calvario desde San Lorenzo, enlutada con la suntuosa indumentaria bordada en Cabra por María de los Dolores Velasco y Malverín en 1862. En 1977 sería coronada con la regia presea cincelada por Alfonso Luque según diseño de los hermanos Valverde.
Herencia de la anterior etapa cofrade, aún viva en el recuerdo de los mayores, la ausencia de bandas musicales en la procesión y el negro del hábito nazareno, que ahora adopta las formas del usado por las religiosas: además del cubrerrostro con capirote, túnica y escapulario, cíngulo franciscano y, al pecho, el anagrama de Jesús en plata. Fruto de meses de trabajo entusiasta, el Martes Santo de 1972 sale Jesús. La Nazarena, tres años más tarde. Junto a antiguos enseres como el estandarte o las piezas de plata de las andas del Señor que ornamentan la cruz de guía, en aquellos primeros años se incorporan al cortejo penitencial la bandera morada con el anagrama de Jesús y las insignias de la Virgen, con bordados de la hermana Martina, o los nuevos incensarios y varas.

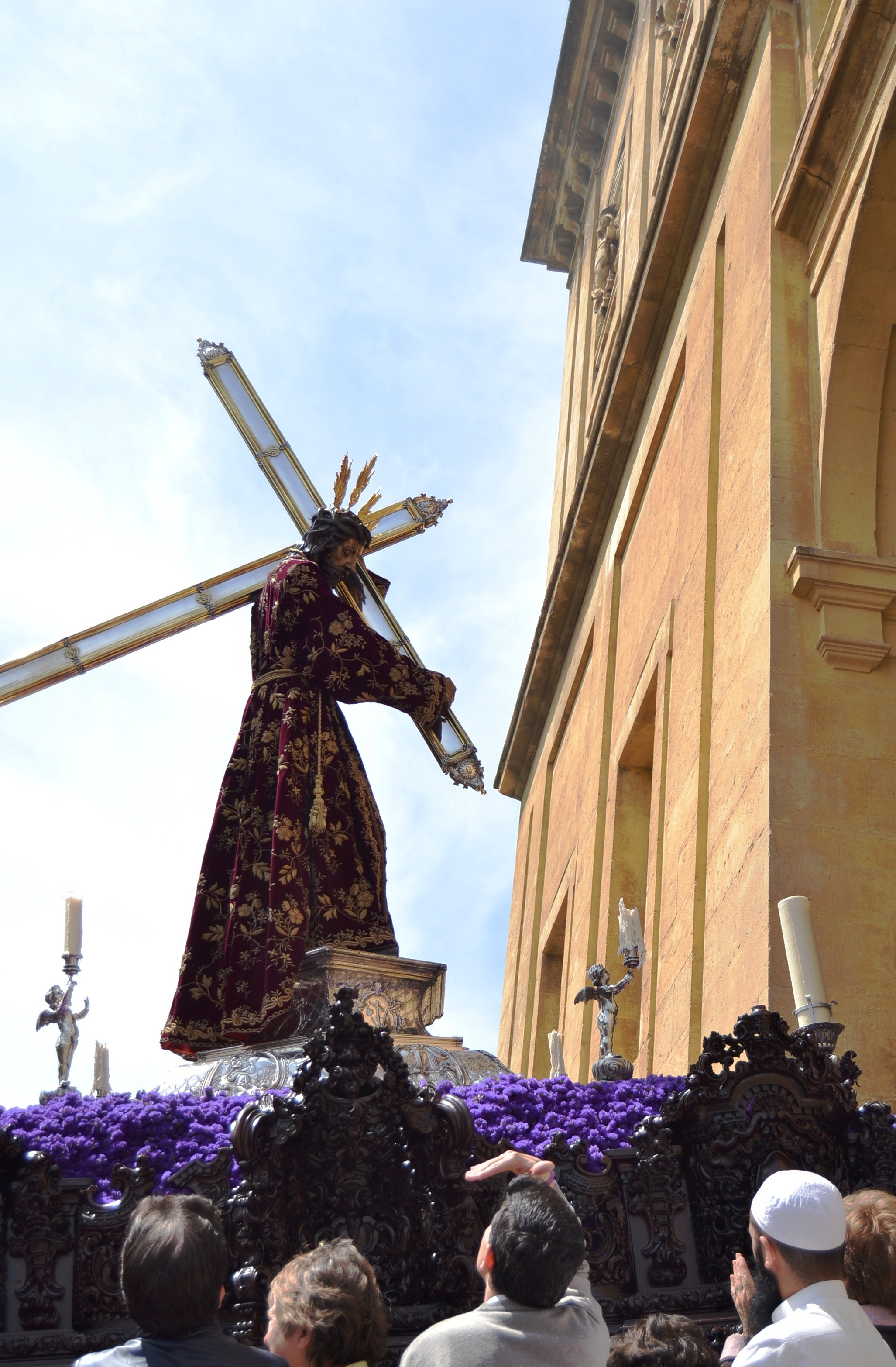
Nuestro Padre Jesús Nazareno en su paso por la puerta del Perdón de la Mezquita.

El enriquecimiento patrimonial es intenso en la década de los 80. Las hermanas hospitalarias encargan el nuevo retablo de María Nazarena, y la cofradía acomete la costosa obra de ampliación de la puerta del templo para permitir la salida de los pasos. Se estrenan el singular palio de la Virgen y los ciriales, y se reincorporan elementos tradicionales como el palio de respeto tras el Nazareno y el pendón blanco con las cruces de Jerusalén. En lo artístico, el buen hacer del hermano Andrés Valverde Luján es determinante en la consecución de la actual estética de la cofradía, tan caracterizada por la combinación de la plata con la madera de caoba, tallada en su prestigioso taller, del que es obra cumbre el aún inconcluso paso del Nazareno, estrenado en 1998.
En 1989 la cofradía iniciaba, fraternalmente unida a la congregación hospitalaria, los actos del tricentenario de la muerte de su hermano predilecto, el venerable padre Cristóbal. Entre tantos, hechos destacables fueron la publicación de la espléndida monografía sobre la historia de la cofradía, obra del doctor Juan Aranda Doncel a la que casi todo debe el presente estudio, o la celebración del congreso internacional Cristóbal de Santa Catalina y las cofradías de Jesús Nazareno, meses después de aquella inolvidable Semana Santa de 1990 en que al gozo inefable que tres años antes había supuesto el regreso de la procesión nazarena a la madrugada del Viernes Santo se unía la reincorporación en elegante parihuela de la imagen de San Juan y la recuperada estación penitencial en el primer templo diocesano, hitos de un progresivo reencuentro con la tradición que quedó en lo posible regulado en los actuales estatutos, aprobados en 2001. Circunstancias adversas provocarían cierta regresión con el traslado de la procesión a la tarde del Jueves Santo, la supresión de la salida de San Juan o el cambio de la estación catedralicia por la realizada en el templo parroquial de San Andrés.

## Titulares

### Nuestro Padre Jesús Nazareno

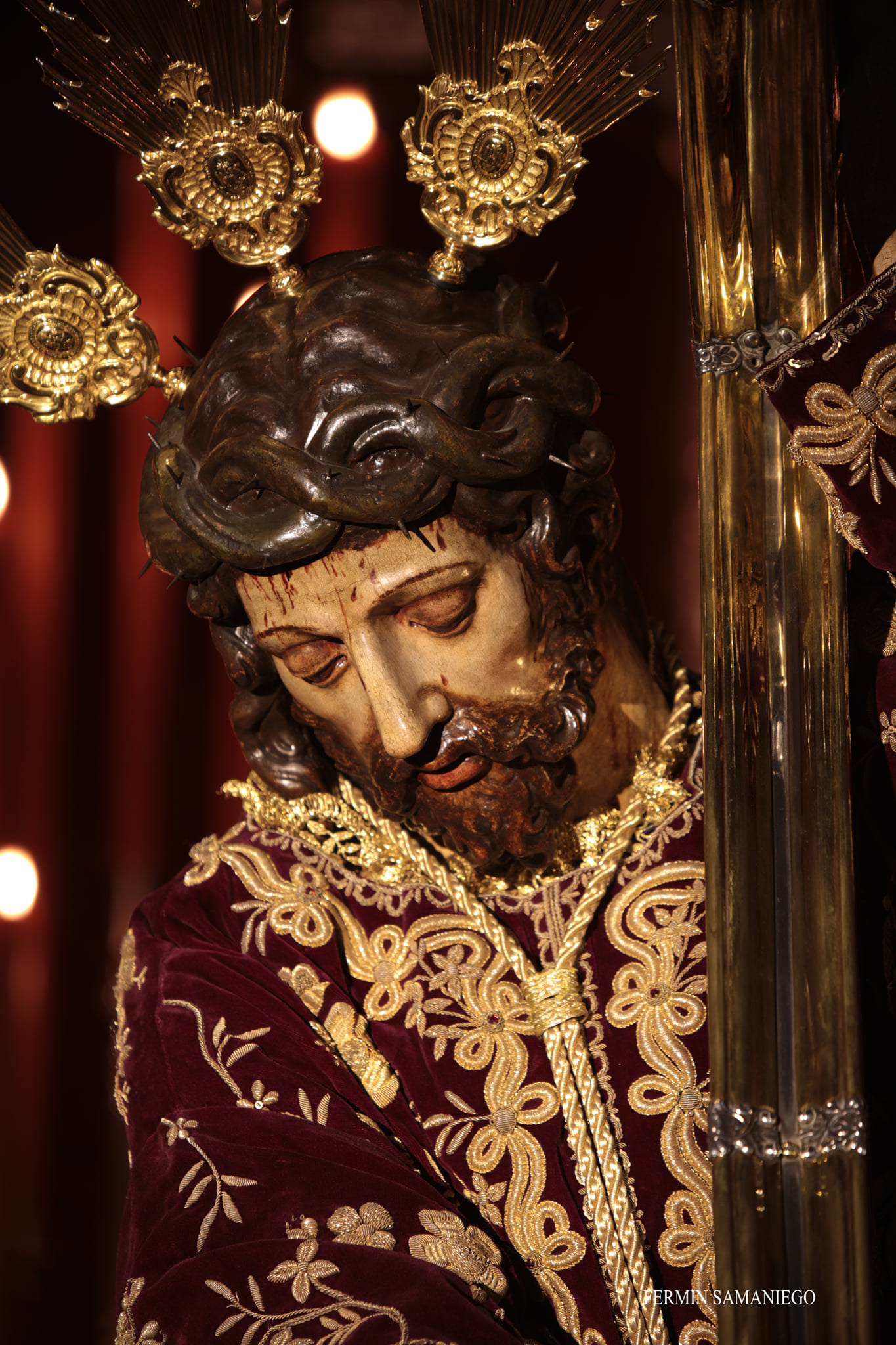
Ntro. Padre Jesús Nazareno.

El Señor es de autor desconocido de finales del siglo XVI o principios del siglo XVII de factura completa, y es de las grandes devociones históricas de Córdoba, fue restaurada por Andrés Valverde, Juan Reyes y Enrique Hinojosa en 1978.
Varios historiadores han querido ver la mano de Andrés de Ocampo, otros la del propio Pablo de Rojas, pero lo cierto es que, en la actualidad, tales argumentos carecen de base sólida.
Realizado en madera de álamo blanco, éste Nazareno de cuerpo entero con perizoma lleva la corona de espinas al gusto imperante en el siglo XVI. Apenas encorvado, sostiene la Cruz sobre su hombro izquierdo, a la vez que gira levemente la cabeza hacia la derecha. Su rostro, de facciones muy marcadas, apenas se vislumbra entre su poblada y poca trabajada barba. De nariz recta y cejas curvas, frunce ligeramente el ceño, viéndose caer, poco a poco, las gotas de sangre que se deslizan por su arrugada frente.
La imagen procesiona sobre un paso de caoba de estilo rococó diseñado y realizado por Andrés Valverde a finales de los años noventa. En 2023 sustituyó los tradicionales hachones de color tiniebla que iluminan a la imagen, para pasar a lucir cuatro nuevos faroles que el mismo imaginero ya había recogido en su diseño. Fueron realizados por sus hijos Mariano y Manuel Valverde.

### María Santísima Nazarena

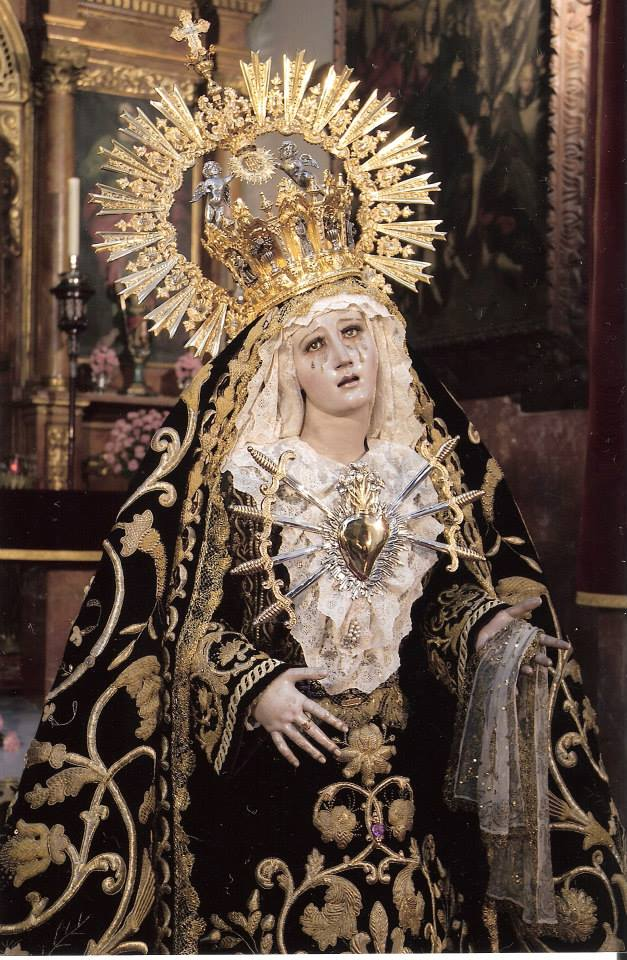
Mª. Stma. Nazarena.

La Virgen es de autor desconocido del siglo XVII se ha atribuido, aunque sin información documental, a origen Napolitano. Es una de las obras de más valor artístico e histórico de la ciudad de Córdoba, de tez pálida, su bello rostro de mirada al cielo y gran dinamismo, muestra sus grandes y abiertos ojos, haciendo gala de un patetismo sobrecogedor.
Cada Jueves Santo, la imagen procesiona sobre un original paso de palio realizado por el mismo Andrés Valverde, y en el que también se conjugan perfectamente la madera de caoba y la orfebrería.

## Música
La Hermandad realiza su Estación de Penitencia en completo silencio.

### Patrimonio Musical
A pesar de no contar habitualmente con acompañamiento musical, existen dos composiciones musicales dedicadas al Titular cristífero de la Hermandad: Marcha Fúnebre, escrita por Bernardo Rosell en el año 1858.; y Al Señor de San Agustín, de Francisco Camacho Roldán en el año 2011 (B.C.T. Caído y Fuensanta)

## Recorrido

### Recorrido del 2024
- Recorrido de Ida: (17:20 Cruz de Guía) Salida, Plaza del Padre Cristóbal, Jesús Nazareno, Yerbabuena, Buen Suceso, Isaac Peral, Realejo, Plaza de San Andrés, San Pablo, Capitulares, Diario Córdoba, San Fernando, Ronda Isasa.
- Recorrido Oficial: (19:30) Triunfo, Torrijos, Perdón, Patio Naranjos, SANTA IGLESIA CATEDRAL, Patio Naranjos, Magistral Glez. Francés.
- Recorrido de Vuelta: Cardenal González, San Fernando, Diario Córdoba, Capitulares, San Pablo, Plaza de San Andrés, Hermanos López Diéguez, Arroyo San Andrés, Buen Suceso, Yerbabuena, Jesús Nazareno, Plaza del Padre Cristóbal (22:50) Entrada.

## Paso por la Carrera Oficial
| Predecesor: La Piedad | Orden de entrada en la carrera oficial (Jueves Santo) Primer lugar | Sucesor: La Caridad |